# Alex Kirilloff
Alex Kirilloff (Pittsburgh, Pensilvania, 9 de noviembre de 1997) es un jugador profesional estadounidense de béisbol que se desempeña en la posición de jardinero izquierdo en Minnesota Twins, equipo de las Grandes Ligas de Béisbol (MLB).

## Carrera
Fue seleccionado en la primera ronda en el Draft de la MLB de 2016. En 2021 hizo su debut profesional con el equipo Minnesota Twins, donde lleva jugando cuatro temporadas.